# Mere (Discounter)

Logo

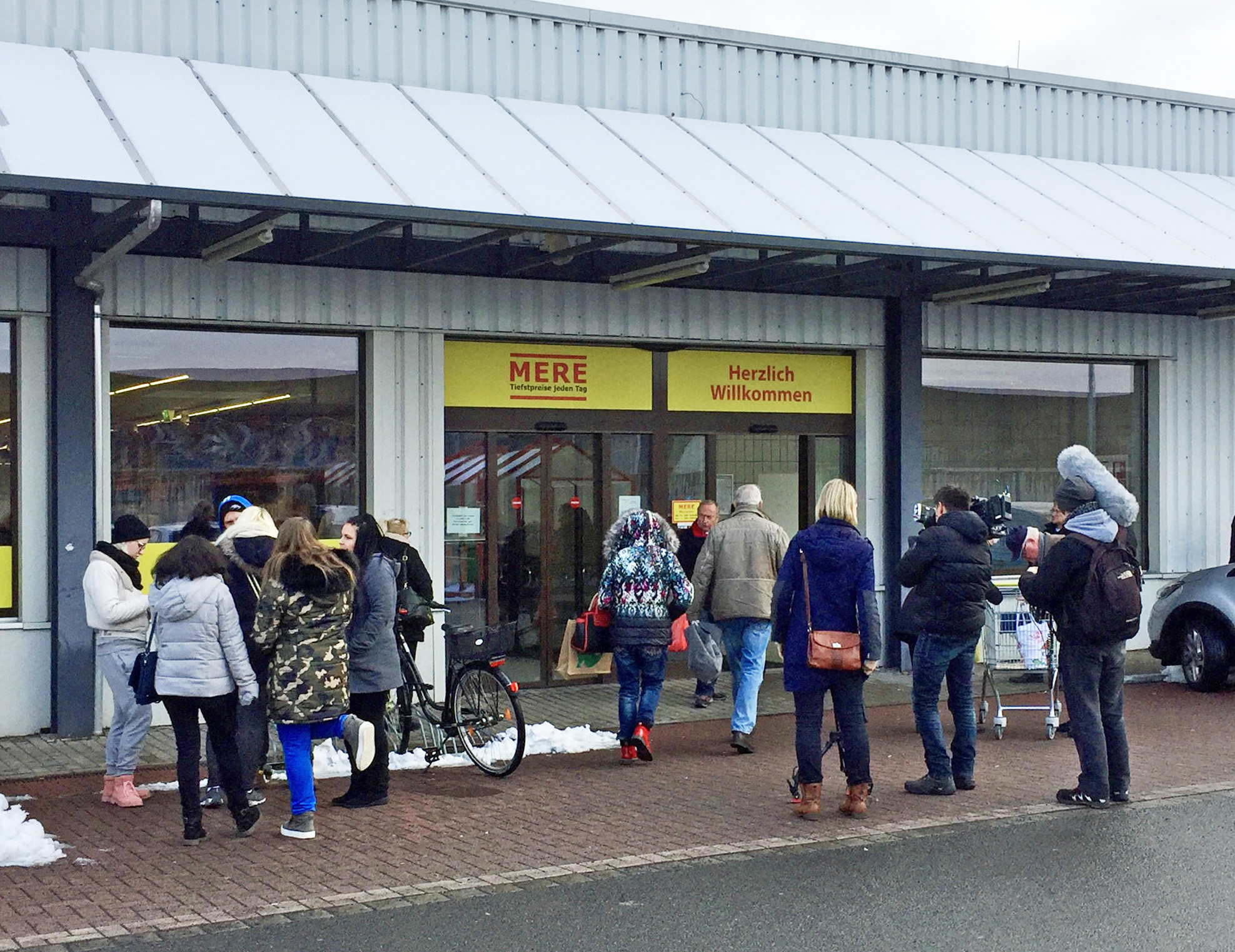
Ehemaliger Mere-Markt in Leipzig-Portitz 2019

Mere (Eigenschreibweise: MERE) ist ein Discounter, der zur russischen Kette Torgservis gehört. Mere wird in Deutschland von der in Berlin ansässigen Tochter Ts-Markt GmbH vertreten. In Zusammenhang mit dem russischen Krieg in der Ukraine weist das Unternehmen Expansionsprobleme und Lieferschwierigkeiten auf. Geplante Eröffnungen in anderen Staaten Europas wurden z. T. verschoben, bestehende Filialen, darunter auch alle Standorte in Deutschland, wurden mangels Rentabilität geschlossen.

## Unternehmen in Deutschland
Die erste deutsche Filiale eröffnete am 29. Januar 2019 in einem früheren Aldi-Markt (Spitzname: Russen-Aldi) in Leipzig-Portitz. Als zweiter Standort folgte Monate später Zwickau. Dritter Standort sollte angeblich Chemnitz werden, dies wurde jedoch nicht umgesetzt.
Am 8. April 2020 eröffnete der Discounter im Südpark in Halle-Neustadt (Johann-Sebastian-Bach-Straße) eine Filiale. Am 27. August 2020 wurde in Homburg ein weiterer Mere-Markt eröffnet.
Im Dezember 2020 wurde in der Güterstraße in Wilhelmshaven, einem ehemaligen Lidl, eine weitere Filiale eröffnet. Am 19. August 2021 wurde das Filialnetz um eine Niederlassung in Hoyerswerda (Liselotte-Herrmann-Straße) erweitert. In zwei Fällen (Halle und Schönebeck) wurden die Filialen auf Svetofor umgeflaggt. Die Umschau zeigte im September 2021 11 Filialen auf, darunter eine in Schönebeck. Mitte Januar 2022 wurde die Filiale in Wilhelmshaven laut eigenen Angaben auf Grund von Veränderungen in der Geschäftsführung dauerhaft geschlossen.
Im März 2022 wurde bekannt, dass sich Mere aus einigen europäischen Ländern zurückziehen wolle. Ob auch die neun deutschen Filialen davon betroffen sein sollten, war vorerst nicht bekannt. Mehreren Zeitungsberichten im Juni 2022 zufolge waren inzwischen nur noch die Standorte in Leipzig geöffnet, die Filialen in Großbritannien wurden zwischenzeitlich ebenfalls geschlossen. Die Standorte in Halle und Schönebeck schlossen im April 2022, der Standort Zwickau wurde am 2. Juli 2022 geschlossen. Von einer gesamten Aufgabe des Deutschlandgeschäfts wollte man im Juni 2022 nicht sprechen. Als Gründe für den Teilrückzug wurden u. a. Lieferschwierigkeiten in Zusammenhang mit dem russischen Krieg in der Ukraine vermutet. Auch die Filialen in Leipzig und Zeitz schlossen zum 15. Oktober 2022. Inzwischen ist Mere nicht mehr in Deutschland vertreten.

## Unternehmen in anderen Ländern

### Belgien
Am 10. Juni 2022 eröffnete ein erster Mere-Markt in Opwijk in der Provinz Flämisch-Brabant, schloss jedoch mangels Rentabilität bereits nach drei Monaten. Dennoch wird an der Eröffnung von Mere-Märkten in anderen belgischen Städten festgehalten.

### Frankreich
Der Versuch Meres auch in Frankreich Filialen zu eröffnen, kann als gescheitert angesehen werden. So wehrte sich u. a. die Bürgermeister von Sainte-Marguerite und Thionville erfolgreich gegen die Eröffnung je eines Marktes in den Städten.

### Litauen
In Litauen betreibt (Stand Mitte 2022) die Kette 19 Mere-Läden.

### Polen
Im Juli 2020 eröffnete man den ersten Markt in Polen. Durch den Überfalls Russlands auf die Ukraine zog man sich nach gut zwei Jahren, im Juni 2022 aus dem Land wieder zurück.

### Spanien
Auch in Spanien war Mere vertreten. Inzwischen sind bis 15. Februar 2022 bis auf drei Standorte alle Filialen geschlossen worden. Inzwischen ist bzw. war geplant auch die verbleibenden Filialen zeitnah zu schließen. Ob die Standorte noch existieren, ist unklar.

### Tschechien
In Tschechien gibt es (Stand Mai 2023) Mere-Läden den Städten Příbram, Most, Plzeň und Písek.

## Sortiment in Deutschland
Angeboten wurde ein sehr eingeschränktes Sortiment, ausschließlich aus dem Niedrigpreisbereich. Die Waren befinden sich auf Paletten. Verderbliche Frischwaren, wie Obst und Gemüse sowie Backwaren wurden nicht angeboten. Es dominierten Konserven, Getränke, Tiefkühlkost, Haushalts- und Drogerieartikel. Die Waren stammten überwiegend aus osteuropäischen Ländern, die der Europäischen Union angehören und damit zollfrei bleiben. Wegen Lieferproblemen für einzelne Sortimente musste der Mere-Markt in Leipzig am 4. Februar 2019 kurzzeitig schließen. Nach der Wiedereröffnung am 6. Februar 2019 kamen neue Sortimente hinzu, zum Beispiel Waschmittel, Milchprodukte wie Butter, Käse, Joghurt, die zu Niedrigstpreisen angeboten wurden. Eine bestimmte Wurstsorte wurde vom Discounter zwischenzeitlich aus dem Sortiment genommen, da diese laut Prüfung nicht zum Verzehr geeignet war.
Am Standort Leipzig führte der Markt zwischenzeitlich auch technische Geräte, wie zum Beispiel Fernseher, Kaffeemaschinen, Mixgeräte, die wegen der eingeschränkten Stückzahlen schnell vergriffen waren. Das Gleiche galt auch für Nudeln und Zucker. Das angebotene Sortiment unterlag, im Gegensatz zu den bekannten deutschen Discountern, starken Schwankungen.

## Einschätzung
Anlässlich der Eröffnung von Mere in Leipzig berichtete das MDR Fernsehen in einer ausführlichen Dokumentation in der Sendereihe Umschau zum Thema Angriff auf Aldi & Co.? über die Erfolgschancen des russischen Discounters. Dieser Einschätzung nach bedeutete insbesondere wegen des extrem schmalen Sortiments, der unterrepräsentierten vorgesehenen Filialen in Deutschland sowie der Übermacht von Aldi & Co. Mere keine Konkurrenz für deutsche Supermärkte.